# VRD Stiftung für Erneuerbare Energien
Die VRD Stiftung für Erneuerbare Energien leistet Basisarbeit im Bildungsbereich zu den Themen (erneuerbare) Energie und Nachhaltigkeit, um auch Kinder und Jugendliche sowie deren erwachsenes Umfeld mit der Energiewende vertraut zu machen. Kindern und Jugendlichen wird beginnend im Kindergarten und unabhängig von den jeweils aktuellen Debatten um die Energiewende ein Grundverständnis zu den Themen (erneuerbare) Energie, Klimaschutz und Energieeffizienz vermittelt.
Daneben fördert die Stiftung Öffentlichkeitsarbeit durch Veranstaltungen und Publikationen.
Eine vom Bundesministerium für Wirtschaft und Energie (BMWI) geförderte Studie bescheinigt der VRD Stiftung ein „Nachhaltiges Ergebnis über den Förderzeitraum hinaus“.

## Gründung
Die VRD Stiftung für Erneuerbare Energien (kurz: VRD Stiftung) wurde 1997 von Volker Reimann-Dubbers gegründet und setzt sich für die Förderung und Verbreitung erneuerbarer Energien im In- und Ausland ein. Reimann-Dubbers war promovierter Chemiker, Vorsitzender des Stiftungsrats und stammte aus der wohlhabenden Unternehmerfamilie Reimann. Mitglieder des Stiftungsrats sind Bernhard Rausch, Marlene Schwöbel-Hug, Hermann Tetzner und Eva Wolfmüller.
Für seine herausragenden Leistungen wurde Reimann-Dubbers am 3. Mai 2014 der Verdienstorden des Landes Baden-Württemberg verliehen.

## Projekte
- Bildung
  - Zukunft gestalten[5]
  - Sonne ist Leben[6][7]
  - Die kleine Rennmaus[8][9][10]
  - Studentisches Energieforum
  - Energiedetektive[11]
  - Weissrußland
  - Solar-Sonnenuhr
- Öffentlichkeitsarbeit
- Entwicklungskooperation
  - Solarenergie für Bildung in Uganda
  - SolGhana – Connecting Schools[12][13]
  - Solare Feldbewässerung
  - Solares Wasserpumpensystem
  - Solare Medizinstationen
- Forschung und Entwicklung
- Tourismus
  - Baikalsee
  - Solarschiff Heidelberg[14][15]
- Hauswirtschaftstechnik
- Sport und Freizeit
  - Energielernpfad
  - Solarboot-Regatta[16]
- Denkmalschutz

## Preise und Auszeichnungen
Auf dem Filmfest München wurde das von der VRD-Stiftung herausgegebene Hörbuch Die kleine Rennmaus und ihr Zauberhaus 2014 mit dem Kinder-Medienpreis Der weiße Elefant als „Herausragendes Hörbuch“ ausgezeichnet.